# 龍珠寺
龍珠寺（りゅうじゅじ、ヨンジュサ）は、大韓民国京畿道華城市にある仏教寺院である。韓国仏教界で最大勢力の曹渓宗（大韓仏教曹渓宗）の第7教区本寺である。

## 沿革
曹渓宗（大韓仏教曹渓宗）は、新羅時代の854年（文聖王16年）に廉居和尚が葛陽寺が創建したことをもって、龍珠寺の創建としている。
李氏朝鮮の時代、太宗による1407年（太宗7年）の仏教弾圧の際、存続を許された88寺院の中に龍珠寺の名前はなく、廃寺になったようである。世宗による1424年（世宗6年）の仏教弾圧の際も、存続を許された36寺院の中に龍珠寺の名前はなく、引き続き廃寺のままだったようである（朝鮮の仏教#李氏朝鮮時代の仏教弾圧）。
葛陽寺はその後復興したが、丙子の乱（1636年 - 1637年）の際に焼失し、廃寺となった。
1790年（正祖14年）、第22代朝鮮王の正祖が、非業の死をとげた実父の荘献世子の陵を華城に移し、陵の近くで葛陽寺の跡地だった場所に荘献世子の陵寺として龍珠寺を創建した。落成式の夜に正祖が、龍が如意珠をくわえて昇天する夢を見たことから、龍珠寺と名づけられたと伝えられる。
日本統治時代の1911年、寺刹令施行規則（7月8日付）によって、朝鮮三十本山に指定された（1924年以降は朝鮮三十一本山）。

## 文化財
- 梵鐘（国宝第120号）
その様式から高麗前期の作と推定される梵鐘は国宝に指定されている。